# Karaté aux Jeux panarabes de 1997
Navigation
Édition précédente Édition suivante

## Médaillés

### Hommes
| Épreuves                  | Or                   | Argent                 | Bronze                            |
| ------------------------- | -------------------- | ---------------------- | --------------------------------- |
| Kata individuel           | Moustafa Seif Ennasr | Youssef Jaballah       | Alaa El Haouaj                    |
| Kata équipes              | Égypte               | Algérie                | Syrie                             |
| Kumite - 60 kg            | Ali Ben Turki        | Fakhreddine Abdelmajid | Khaled Nasser Kamel Gomaa Ghallab |
| Kumite - 65 kg            | Reda Benkaddour      | Yahya Ennemr           | Abdelaziz Massaoud Ashraf Fattoun |
| Kumite - 70 kg            | Raafat Akrad         | Hussein Dessouky       | Houssem Essaleh Habib Selilat     |
| Kumite - 75 kg            | Ahmed Sobhi          | Ahmed El-Khalidi       | Nabil Takwa Abdennour Metraz      |
| kumite - 84 kg            | Tarek Adman          | Nael Oumair            | Adel Abbas Mohamed Nour Chamsi    |
| Kumite +80 kg             | Slim Abderrahim      | Souheil Salmane        | Amid Massaoud Jassem El Hammad    |
| Open kg Toutes catégories | Hussein Dessouky     | Adlene Bikar           | Saber Kriou Adel El Majjadi       |
| Kumite équipes            | Égypte               | Algérie                | Palestine Koweït                  |

### Femmes
| Épreuves                  | Or                | Argent                | Bronze                              |
| ------------------------- | ----------------- | --------------------- | ----------------------------------- |
| Kata individuel           | Fadila Abdelhafid | Heba Khalil           | Sonia Abu Tourabi                   |
| Kata équipes              | Égypte            | Algérie               | Syrie                               |
| Kumite - 50 kg            | Diana El-Khatib   | Gehane El Sayed       | May Samaan Nawal El-Bayazi          |
| Kumite - 55 kg            | Nadira Zerrouki   | Nathalie Daher        | Rasha Moustafa Safa Chahine         |
| Kumite - 60 kg            | Aziza Attia       | Nabila Haouari        | Ibtissem Hannachi Sonia Abu Tourabi |
| kumite - 65 kg            | Hana Zinhom       | Boutheina Abu Tourabi | Souha Salmane Mouna Ayat            |
| Kumite +65 kg             | Chahira Salloum   | Olaa Khalil           | Azahid Zohdy Amina Hachoun          |
| Open kg Toutes catégories | Mouna Ayat        | Chahira Salloum       | Olaa Khalil Boutheina El Mahsiri    |
| Kumite équipes            | Algérie           | Égypte                | Syrie Tunisie                       |

## Tableau des médailles
| Rang | Nation              | Or | Argent | Bronze | Total |
| ---- | ------------------- | -- | ------ | ------ | ----- |
| 1    | Égypte              | 8  | 5      | 4      | 17    |
| 2    | Égypte              | 6  | 6      | 3      | 15    |
| 3    | Syrie               | 3  | 4      | 7      | 14    |
| 4    | Tunisie             | 2  | 0      | 4      | 6     |
| 5    | Koweït              | 0  | 1      | 5      | 6     |
| 6    | Jordanie            | 0  | 1      | 4      | 5     |
| 6    | Liban               | 0  | 1      | 4      | 5     |
| 8    | Émirats arabes unis | 0  | 1      | 0      | 1     |
| 9    | Arabie saoudite     | 0  | 0      | 2      | 2     |
| 10   | Palestine           | 0  | 0      | 1      | 1     |
|      | Total               | 19 | 19     | 34     | 72    |

## Source
- (ar) « 8èmes Jeux panarabes », Al-Ahram-Sports,‎ 6 août 1997, p. 53-59